# スーザン・マリー・スナイダー
スーザン・マリー・スナイダー（Susan Marie Snyder、1964年7月18日 - ）は、アメリカ合衆国の女優。

## 出演作品
- 殺したい女
- レディ・ジェイソン 地獄のキャンプ
- アズ・ザ・ワールド・ターンズ